# شیشه متخلخل
شیشه متخلخل نوعی از شیشه است که حاوی روزنه‌هایی به ابعاد نانومتر یا میکرومتر است. این شیشه‌ها معمولاً به سه روش تهیه می‌شوند: اول با استفاده از جدایش فاز شبه پایدار در شیشه‌های بوروسیلیکات (مثل ترکیبات دارای SiO2، B2O3 و Na2O) و بعد از آن استخراج مایع از یکی از فازهای تشکیل شده؛ از طریق فرایند سل-ژل (رسوب‌دهی محلول شیمیایی) و در نهایت در روش سوم با تف‌جوشی پودر شیشه.
مشخصات منحصر به فرد و دسترسی تجاری، شیشه متخلخل را به یکی از جامدات آمورف تبدیل کرده که بیشترین تحقیقات درباره آن انجام شده و مشخصات بسیاری از آن در دسترس است. این نوع از شیشه‌ها از پتانسیل بالایی برخوردار بوده و مقاومت شیمیایی، حرارتی و مکانیکی خوبی از خود نشان می‌دهند که علت آن را می‌توان در شبکه سیلیکای صلب و تراکم ناپذیر جستجو کرد. این شیشه‌ها قابلیت تولید با کیفیت بالا و با روزنه‌هایی با حداقل اندازه 1nm را دارند و با یک عملیات اصلاح سطح داخلی ساده، کاربردهای زیادی برای این مواد موجود است.
یک مزیت ویژه دیگر شیشه های متخلخل در مقایسه با دیگر مواد متخلخل، این قابلیت است که علاوه بر امکان تولید به صورت پودر و دانه (گرانول)، می‌توان آن را در ابعاد بزرگ و تقریباً در هر شکل و بافت که مدنظر است تولید کرد.

## تاریخچه
در نیمه اول قرن بیستم میلادی، ترنر و وینکس کشف کردند که می‌توان شیشه‌های بوروسیلیکات را با اسید شستشو داد. تحقیقات آنها نشان می‌داد پایداری شیمیایی علاوه بر تأثیرپذیری از عملیات حرارتی به چگالی، ضریب شکست، انبساط حرارتی و گرانروی نیز وابسته است. در سال 1934 میلادی کشف شد که اگر بر روی شیشه‌های بوروسیلیکات قلیایی عملیات حرارتی انجام شود، در فازهای محلول (غنی از بورات سدیم) و غیر محلول (غنی از سیلیس) جدا می شوند. با استخراج به وسیله اسیدهای معدنی می‌توان فاز محلول را از بین برد تا تنها شبکه سیلیس متخلخل باقی بماند. پس از استخراج و طی یک فرایند تف‌جوشی یک شیشه سیلیس تولید می شود که دارای خواص نزدیک به شیشه کوارتز است. تولید شیشه‌هایی با چنین خلوص بالا تحت فرایندی به نام وایکور انجام می‌شود.

## تعریف
در ادبیات علمی، شیشه متخلخل به ماده‌ای دارای منفذ گفته می‌شود که حاوی 96 درصد سیلیس است که حاصل فرایند استخراج اسیدی یا ترکیب استخراج اسیدی و قلیایی از شیشه‌های بوروسیلیکات قلیایی با فازهای جدا شده است و دارای یک ریزساختار متخلخل سه بعدی به هم پیوسته است. در شیشه‌های متخلخل تجاری موجود، از عبارات شیشه-وایکور متخلخل (PVG) و شیشه با منافذ کنترل شده (CPG) استفاده می‌شود. ساختار منافذ به وسیله یک سیستم شبکه‌ای پیوسته تشکیل شده و سطح مخصوصی معادل 10 تا 300m²/g دارد. شیشه‌های متخلخل را می‌توان به وسیله استخراج اسیدی شیشه‌های بوروسیلیکات قلیایی با فازهای جدا شده و یا با استفاده از فرایندهای سل-ژل به وجود آورد. با تنظیم پارامترهای تولید، می‌توان شیشه متخلخل با اندازه روزنه‌های بین 0.4 تا 1000nm و توزیع بسیار نزدیک و فشرده روزنه‌ها تولید کرد. همچنین امکان تولید آن به شکل‌های متنوع اعم از ذرات با شکل نامعین (مثل پودر و گرانول)، ذرات کروی، صفحات، میله، الیاف، غشاهای بسیار نازک، لوله‌ها و حلقه‌ها نیز وجود دارد.

## تولید

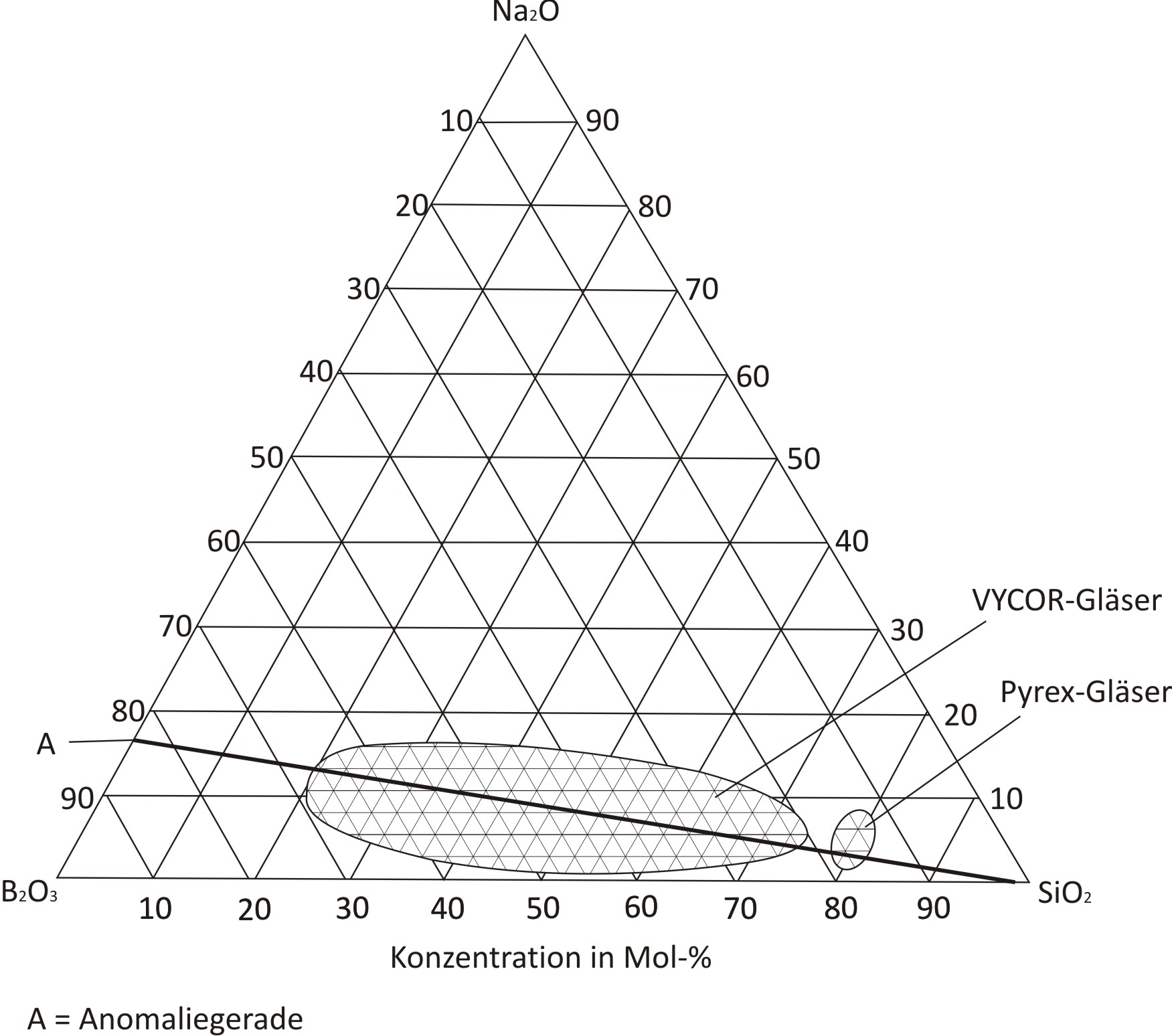
نمودار فازی سه تایی در سامانه بوروسیلیکات سدیم

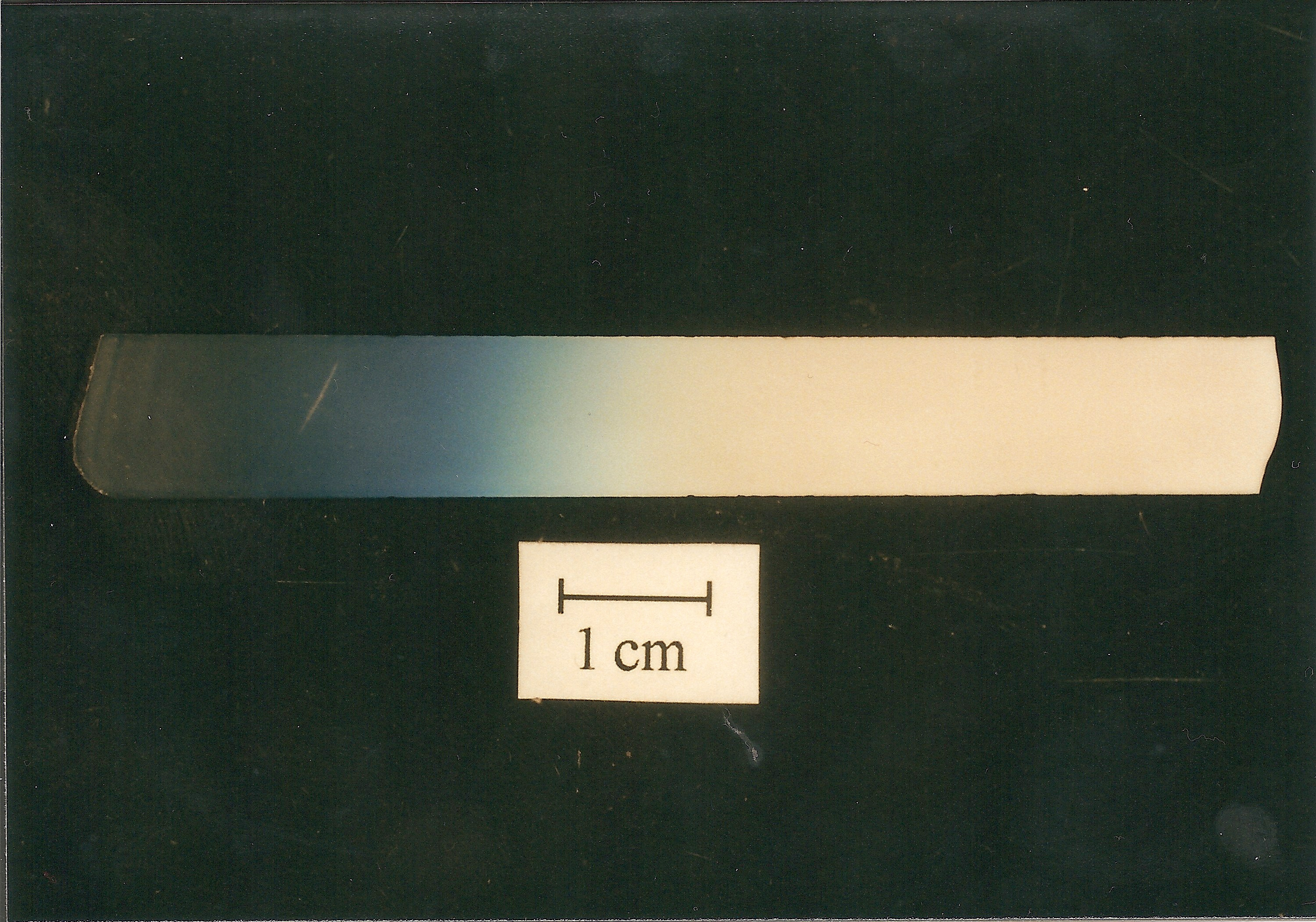
شیشه متخلخل پر از آب، نمونه‌ای با ضخامت حدود 1 میلی متر، ساخته شده به وسیله جداسازی فاز در اختلاف دما (دمای بالا در سمت راست) یک شیشه سدیم بوروسیلیکات، و به دنبال آن شستشو با اسید

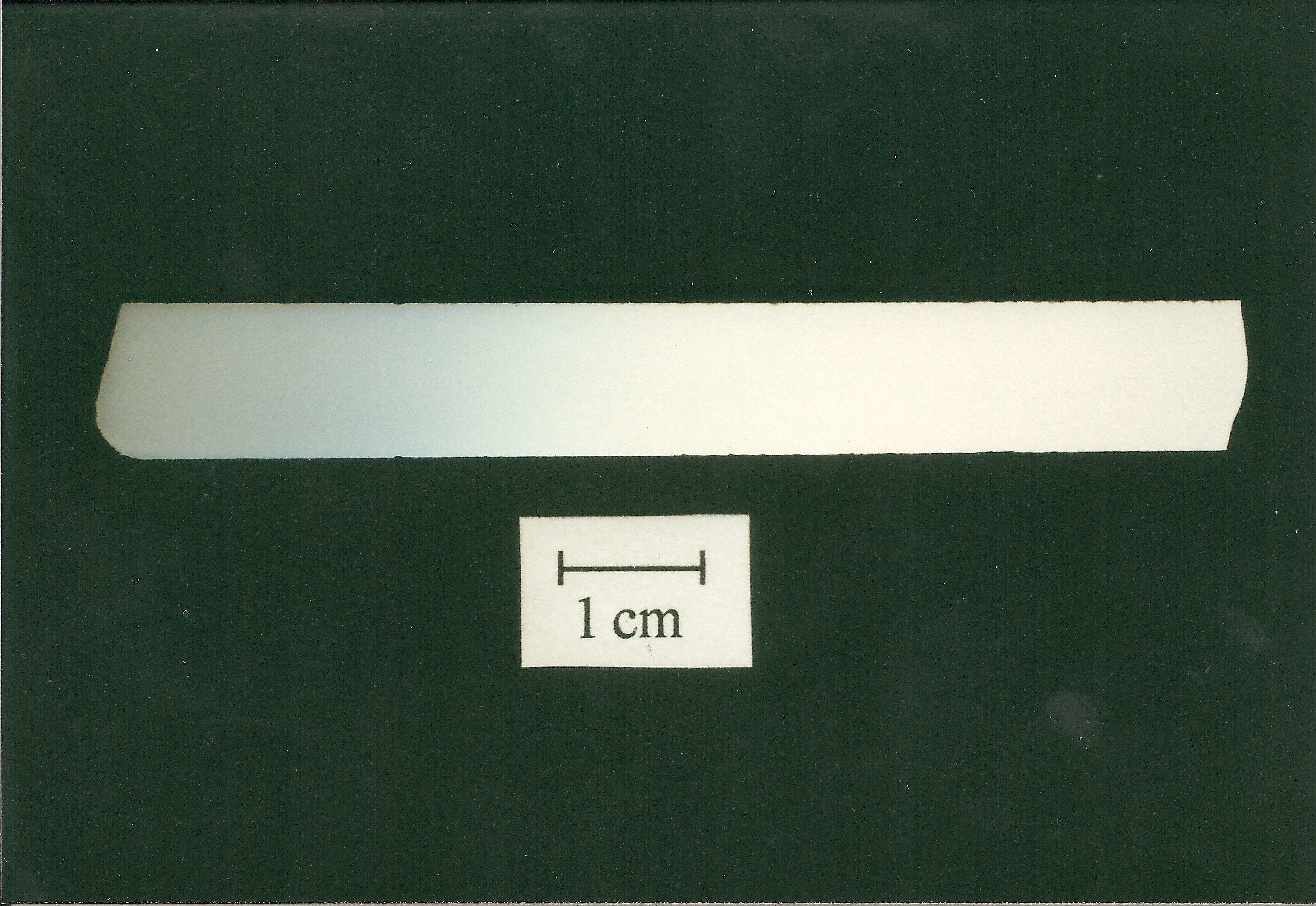
همان شیشه متخلخل بالا، اما به صورت خشک. ضریب شکست بیشتر شیشه/هوا در مقایسه با شیشه باعث سفیدی بیشتر بر اساس اثر تیندال می شود.

پیش شرط تولید مکرر و انبوه شیشه متخلخل، دانش مربوط به پارامترهای تعیین و کنترل ساختار است. ترکیب ابتدایی شیشه یکی از پارامترهای کنترل ساختار است. روش تولید شیشه اولیه و مشخصا فرایند خنک‌کاری، دما و مدت زمان عملیات حرارتی و فرایندهای پس از عملیات حرارتی نیز پارامترهای تعیین ساختار است. نمودار فازی شیشه سدیم بوروسیلیکات برای ترکیبات شیشه‌ای مشخصی شکاف اختلاط را نشان می‌دهد
ددمای بحرانی بالاتر تقریباً برابر °C760 و دمای بحرانی پایین‌تر تقریباً برابر °C500 است. برای جدایش فاز می‌بایست ترکیب اولیه شیشه در محدوده شکاف اختلاط سامانه سه‌تایی شیشه Na2O-B2O3-Si2O واقع شود. به وسیله عملیات حرارتی، ساختاری در هم تنیده ایجاد می‌شود که نتیجه تجزیه اسپینودال فاز بورات غنی از سدیم و فاز سیلیس است. به این فرایند تجزیه اولیه گفته می‌شود. اگر از ترکیب اولیه شیشه‌ای استفاده شود که بر روی خط ناهنجاری قرار دارد، امکان رسیدن به تجزیه بیشینه فراهم خواهد شد که محصول آن شیشه‌ای تقریباً ضدزنگ است.
از آنجا که دو فاز مقاومت متفاوتی نسبت به حلالیت در آب، اسیدهای معدنی و نمک‌های غیرمعدنی دارند، فاز بورات غنی از سدیم در این محیط به وسیله استخراج قابل جداسازی و حذف است. استخراج بهینه تنها در صورتی ممکن است که ترکیب اولیه شیشه و عملیات حرارتی به گونه‌ای انتخاب شود که ساختارهایی ترکیبی تشکیل شود و نه ساختارهای قطره‌ای. بافت شیشه نیز تحت تأثیر ترکیب اولیه شیشه، که اندازه و نوع نواحی تجزیه را مشخص می‌کند، است. در بحث شیشه متخلخل، عبارت «بافت» به خواصی نظیر حجم مخصوص منافذ، سطح مخصوص، اندازه منافذ و تخلخل دلالت می‌کند. افزون بر این بافت شیشه متخلخل به تمرکز محیط استخراج و نرخ تبدیل مایع به جامد نیز وابسته است. ناحیه‌های در حال تجزیه نیز به زمان و دمای عملیات حرارتی بستگی دارد.
همچنین سیلیس کلوئیدی همزمان با گذر زمان و افزایش دمای عملیات حرارتی در بورات غنی از سدیم در حال حل شدن است. به این فرایند تجزیه ثانویه گفته می‌شود. در این فرایند، سیلیس کلوئیدی هنگام استخراج در منافذ بزرگ ته‌نشین شده و ساختار واقعی منافذ را از بین می‌برد. حلالیت سیلیس کلوئیدی در حلال‌های قلیایی بیشتر از شبکه سیلیسی است؛ بنابراین پس از عملیات حرارتی می‌توان آن را با یک قلیا از بین برد.

## کاربردها
به دلیل پایداری مکانیکی، حرارتی و شیمیایی بالا، تولید انواع اندازه منافذ و انواع مختلف اصلاح سطح مواد، گستره وسیعی از کاربردها برای شیشه متخلخل وجود دارد. این نکته که می‌توان شیشه متخلخل را در اشکال و ابعاد مختلف تولید کرد نیز مزیت دیگر آن برای کاربری در صنعت، پزشکی، تحقیقات دارویی، زیست فناوری و فناوری‌های مرتبط با حسگرهاست.
شیشه‌های متخلخل به علت توزیع اندازه منافذ کوچک برای جداسازی مواد مناسب هستند. به این دلیل است که از آن در کروماتوگرافی گازی، کروماتوگرافی لایه نازک و کروماتوگرافی میل ترکیبی استفاده می‌شود. همچنین انطباق فاز ثابت در یک مسئله جدایش نیز با انجام عملیات‌های خاص اصلاح سطح قابل انجام است.
در زیست فناوری، مزیت شیشه‌های متخلخل در پاکسازی DNA و بی‌تحرک کردن آنزیم‌ها و میکروارگانیسم‌هاست. شیشه با منافذ کنترل شده (CPG) با اندازه منافذ 50 تا 300nm نیز بسیار برای سنتز اولیگونوکلئوتیدها مناسب هستند. در این کاربرد ابتدا یک اتصال‌دهنده، یک نوکلئوزید یا یک ترکیب غیر نوکلئوزیدی، به سطح GPC متصل می‌شود. طول زنجیره اولیگونوکلئوتیدی تولیدی به اندازه منافذ CPG وابسته است.
به علاوه، شیشه‌های متخلخل در ساخت درون‌کاشت‌ها (ایمپلنت‌ها) مخصوصا درون‌کاشت (ایمپلینت) دندان استفاده می‌شود که در این کاربرد، پودر شیشه متخلخل طی فرایندی به همراه پلاستیک‌ها یک کامپوزیت را تشکیل می‌دهد. اندازه ذرات و منافذ بر کشسانی کامپوزیت مؤثر است؛ به این صورت که تناسب خواص نوری و مکانیکی کامپوزیت تولیدی با بافت اطراف مثل ظاهر و سختی مینای دندان را مشخص می‌کند.
فناوری غشایی نیز به علت قابلیت شکل‌دهی شیشه متخلخل به صورت ورقه نازک از کاربردهای مهم است. هایپرفیلتراسیون آب دریا تنها یکی از کاربردهاست. همچنین این نوع شیشه‌ها معمولاً حامل‌های مناسبی برای کاتالیزورها هستند، مثلاً اکسید فلز/ شیشه متخلخل (آلکن).
شیشه‌های متخلخل مجدد به دلیل پایداری مکانیکی، شیمیایی و حرارتی به عنوان رآکتور غشایی نیز مورد استفاده قرار می‌گیرند. رآکتورهای غشایی توانایی بهبود فرایند تبدیل در تعداد محدودی از واکنش‌های تعادلی را دارد؛ به این صورت که یکی از فراورده‌های واکنش به وسیله غشای انتخابی حذف می‌شود. به طور مثال، در تجزیه هیدروژن سولفید در یک کاتالیزور با شیشه موئین، نرخ تبدیل در واکنش در حالت حضور شیشه موئین بیشتر از حالت بدون آن بود.